# Montmoreau-Saint-Cybard
Montmoreau-Saint-Cybard je naselje in občina v zahodnem francoskem departmaju Charente regije Poitou-Charentes. Leta 2006 je naselje imelo 1.060 prebivalcev.

## Geografija
Kraj se nahaja v pokrajini Angoumois ob reki Tude, 30 km južno od središča departmaja Angoulêma.

## Uprava
Montmoreau-Saint-Cybard je sedež istoimenskega kantona, v katerega so poleg njegove vključene še občine Aignes-et-Puypéroux, Bors, Courgeac, Deviat, Juignac, Nonac, Palluaud, Poullignac, Saint-Amant-de-Montmoreau, Saint-Eutrope, Saint-Laurent-de-Belzagot, Saint-Martial in Salles-Lavalette s 4.711 prebivalci.
Kanton Montmoreau-Saint-Cybard je sestavni del okrožja Angoulême.

## Zgodovina
Kraj so ustanovili Arabci v 8. stoletju, od tod tudi ime "Mont des Maures".

## Zanimivosti
- srednjeveška graščina Château de Montmoreau iz 15. stoletja, postavljen na mestu njegovega predhodnika iz 11. stoletja, porušenega med stoletno vojno, francoski zgodovinski spomenik od 1952,
- cerkev Saint-Denis iz 12. stoletja, obnovljena v 19. stoletju.